# Alcyne

Exemples d’alcynes.

Les alcynes sont des hydrocarbures possédant une insaturation caractérisée par la présence d’une triple liaison carbone-carbone. Les deux carbones sont hybridés sp. La triple liaison est la combinaison de deux liaisons π et d’une liaison σ. La densité électronique de la molécule est répartie de façon cylindrique le long de la liaison C-C.
On dit que l’on a affaire à un alcyne vrai ou à un alcyne terminal si R ou R' est un hydrogène.
Les alcynes, ou hydrocarbures acétyléniques, ont pour formule générale CnH2n-2, et sont caractérisés par la présence dans leur molécule d’une triple liaison et d’une coexistence possible de doubles liaisons.

## Nomenclature
Les alcynes se nomment comme les alcènes correspondants, en remplaçant la terminaison « -ène » par la terminaison « -yne ».
Hors nomenclature IUPAC, le premier terme, C2H2, est également appelé acétylène.
Les alcynes linéaires ont pour formule générale CnH2n-2.
Exemples :
- éthyne (acétylène, CH≡CH) ;
- but-1-yne (CH≡C–CH2–CH3) ;
- but-2-yne (diméthyl acétylène, CH3–C≡C–CH3).

## Propriétés physiques
Les alcynes présentent des bandes d’absorption caractéristiques dans leurs spectres infrarouges (bande d'absorption à 2 100–2 300 cm-1 caractéristique de la triple liaison C-C).
L’acétylène, le propyne et le butyne-1 sont des gaz à la température ordinaire ; les autres termes sont liquides puis solides, à mesure que leur poids moléculaire augmente, pour être solides à partir de C15.
Ils sont présents, en faible quantité, dans les pétroles et les gaz naturels.

## Propriétés chimiques
Il convient de distinguer celles de la triple liaison, qui sont communes à tous les alcynes, et les propriétés de l’hydrogène contigu à la triple liaison, qui sont particulières aux alcynes « vrais ».
La triple liaison présente le même type de réactivité que la double liaison, mais avec une intensité parfois différente. Comme elle, elle se prête à des réactions d’addition et de polymérisation et elle constitue un point de moindre résistance de la chaîne.
Les alcynes sont insolubles dans l’eau mais solubles dans l’alcool, l’éther, les solvants organiques apolaires.

Hydrogénation

Outre des réactions d’hydratation (acétaldéhyde), les alcynes sont facilement hydrogénés en alcanes ou en alcènes. Le choix du catalyseur permet de différencier les isomères cis ou trans à produire. C’est ainsi que l’on peut obtenir du propane à partir du propyne par une réaction d’hydrogénation avec comme catalyseur le platine ou le nickel.

## Réactivité
La triple liaison d'un alcyne est une liaison très riche en électrons mais plus courte qu'une double liaison, donc un peu moins réactive que les alcènes.[pas clair]

### Réduction
- Réduction catalytique : les alcynes peuvent être réduits en alcènes ou en alcanes à l'aide d'un catalyseur (palladium) et de dihydrogène. Pour s'arrêter à l'alcène, le catalyseur doit être empoisonné, plusieurs méthodes sont alors utilisées, addition de quinoléïne, de sulfate de baryum ou d'acétate de plomb. Lors de la réduction, l'alcène de conformation Z est formé.

RC≡CR' + H2 {\displaystyle {\ce {->}}}(Z) - RC=CR'
- Réduction chimique : la réduction chimique permet d'obtenir l'alcène E.

RC≡CR' + H2 {\displaystyle {\ce {->}}}(E) - RC=CR' 

### Addition d'électrophile
- Hydrohalogénation : contrairement aux alcènes, les alcynes peuvent réagir avec deux équivalents de dérivé halogéné (HX). Cette réaction peut se faire avec un alcyne vrai ou un alcyne disubstitué ; dans le deuxième cas, la réaction répond à la règle de Markovnikov. Si un seul équivalent d'hydracide est mis en réaction, on obtient un mélange d'alcènes Z et E dont les proportions sont variables.

- Hydroboration : l'addition d'un équivalent d'un composé boré permet de synthétiser un produit qui peut être utilisé comme intermédiaire dans d'autres réactions. L'addition se fait à nouveau du côté le moins encombré.

- Hydratation : cette réaction se fait le plus souvent grâce à des sels de mercure, ce qui permet d'obtenir dans un premier temps l'énol qui se stabilise en cétone.

- Addition anti-Markovnikov : les précédentes additions mènent systématiquement au produit qui suit la règle de Markovnikov. Il est cependant possible de faire une réaction d'addition sur un alcyne de façon à obtenir le produit anti-Markovnikov ; pour ce faire, la réaction est réalisée en présence d'un peroxyde afin de former un radical.

### Cycloaddition
Les alcynes substitués par des groupements attracteurs forment des diènophiles efficaces. Ils peuvent être engagés dans des réactions de cycloaddition type Diels-Alder en réagissant avec un diène.

## Acétylène
L’acétylène est peu soluble dans l’eau, mais beaucoup plus dans l’acétone.
Sa formation à partir de ses éléments est endothermique, elle absorbe 230 kJ/mole.
L’acétylène est instable, pour cette raison, et tend à se décomposer de façon parfois violente, surtout s’il est comprimé ou liquéfié. Cette particularité a longtemps gêné l’utilisation de l’acétylène dans diverses applications qu’il peut recevoir. On peut cependant le transporter sans danger sous forme de solution dans l’acétone, et l’utiliser sous une légère pression dans les synthèses industrielles à condition de le diluer avec un gaz inerte (azote) et de chasser totalement l’air des installations.